# Stazione di Tsurumi
La Stazione di Tsurumi (鶴見駅?, Tsurumi-eki) è una stazione ferroviaria della città giapponese di Yokohama, nella prefettura di Kanagawa. Si trova nel quartiere di Tsurumi-ku e conta due linee gestite dalla JR East

## Linee
- East Japan Railway Company
- ■ Linea Keihin-Tōhoku
- ■ Linea Tsurumi

## Struttura
La stazione di tsurumi è realizzata su viadotto, con un binario a isola centrale per la linea Keihin-Tōhoku, e due piattaforme laterali per la Tsurumi. Dal lato nord della linea Keihin-Tōhoku si trovano, in ordine, le linee Tokaido principale per il servizio passeggeri in entrambe le direzioni, la linea merci Tokaido in direzione Tokyo, tre binari di servizio per il ricovero dei treni, e la linea merci proveniente da Tokyo. Tutte queste linee non sono dotate di marciapiedi.
Fra le linee Keihin-Tōhoku e Tsurumi sono presenti dei tornelli, ricordo di quando la linea Tsurumi era gestita da un operatore separato (la Ferrovia portuale Tsurumi 鶴見臨港鉄道). La stazione è dotata di tornelli di accesso automatici e di una biglietteria presenziata. Sono presenti scale mobili e ascensori.
| 1   | ■ Linea Keihin-Tōhoku |  | per Higashi-Kanagawa, Yokohama, Isogo e Ōfuna          |
| 2   | ■ Linea Keihin-Tōhoku |  | per Kawasaki, Shinagawa, Tokyo, Ueno e Ōmiya           |
| 3-4 | ■ Linea Tsurumi       |  | per Tsurumi-Ono, Asano, Ōgimachi, Umi-Shibaura e Ōkawa |

## Stazioni adiacenti
| «                   | Servizio            | »                   |
| Linea Keihin-Tōhoku | Linea Keihin-Tōhoku | Linea Keihin-Tōhoku |
| ------------------- | ------------------- | ------------------- |
| Kawasaki            | Locale              | Shin-Koyasu         |
| Kawasaki            | Rapido              | Shin-Koyasu         |
| Linea Tsurumi       |                     |                     |
| Capolinea           | Locale              | Kokudō              |